# Hincksina longispinosa
Hincksina longispinosa is een mosdiertjessoort uit de familie van de Flustridae. De wetenschappelijke naam van de soort is voor het eerst geldig gepubliceerd in 1992 door Harmelin & d'Hondt.